# 童怀周
童怀周并不是一个人的名字，而是一个以汪文风为首的16人组成的小组。小组成员来自北京第二外国语学院汉语教研室，这个名字的含义是“同怀周”，即共同怀念周恩来的意思。最初曾定名为“佟怀周”，后来更改，因为“佟”字不通俗，童姓比较常见。
这个名字最初为世人所知是在1977年1月8日，当天是周恩来逝世1周年，一部油印的《天安门革命诗抄》以童怀周的名字贴在天安门广场上，当时辑录115首。后来，成员之一的白晓朗被当局拘捕，100多天后释放，另外得到了警方曾作为罪证收集的900多首。之后他们将所有收集的诗歌整理出版，名《天安门诗抄》。